# Kaartjärvi
Kaartjärvi är en sjö i Finland. Den ligger i kommunen Loppis i landskapet Egentliga Tavastland, i den södra delen av landet, 80 km nordväst om huvudstaden Helsingfors. Kaartjärvi ligger 114,2 meter över havet. Den är 16,38 meter djup. Arean är 7,48 kvadratkilometer och strandlinjen är 24,92 kilometer lång. Sjön  ingår i Kumo älvs huvudavrinningsområde.   I omgivningarna runt Kaartjärvi växer i huvudsak blandskog. Den sträcker sig 5,0 kilometer i nord-sydlig riktning, och 4,9 kilometer i öst-västlig riktning.
I övrigt finns följande i Kaartjärvi:
- Pitkäsaari (en ö)